# Rinat Dasaev
Rinat Faïzrakhmanovitch Dasaev (en russe : Ринат Файзрахманович Дасаев, Rinat Faïzrakhmanovitch Dassaïev), né le 13 juin 1957 à Astrakhan, est un joueur de football soviétique, puis russe, d'origine tatare, qui jouait au poste de gardien de but. Il est décoré de l'Ordre de l'Insigne d'honneur en 1985 et distingué Maître émérite des sports de l'URSS en 1988. 
Gardien légendaire, il n'a encaissé que 70 buts en 91 sélections avec l'équipe d'Union soviétique de football (soit un ratio de 0,77 but par match), pour laquelle il a réalisé près de 44 clean sheets (matchs officiels sans encaisser de but). 
Dasaev fait partie de la liste des 125 plus grands footballeurs vivants donnée par Pelé en mars 2004.

## Biographie
Né au bord de la mer Caspienne à Bayalda dans la région d'Astrakhan, son père travaillait dans une fabrique de pêche, tandis que sa mère était contrôleur au port fluvial sur la Volga. 
À l'âge de neuf ans, Dasaev commence à s'entraîner à l'école de football au sein du club FK Volgar-Gazprom Astrakhan qu'il intègre en 1975. L'année suivante, il participe à 26 des 40 matchs de son club et passe du statut de remplaçant à celui de titulaire, évinçant au passage Youri Makov. Il joue pour la dernière fois avec FK Volgar-Gazprom le 11 septembre 1977, puis, part pour Moscou rejoindre l'équipe de Spartak.
Rinat devient le gardien de but du Spartak pendant la majeure partie des années 1980. Il gagne le championnat de l'U.R.S.S. à deux reprises et glane un grand nombre de récompenses individuelles. 
Rinat joue aussi pour l'équipe nationale soviétique durant trois Coupes du monde : en 1982, 1986 et 1990, ainsi qu'aux Jeux olympiques d'été de 1980 et à l'Euro 1988.
En 1988, Dasaev est récompensé par le trophée Meilleur gardien de football de l'année (IFFHS). Il signe la même année le contrat de 6 000 francs français avec le club espagnol FC Séville.
Après la fin de son contrat avec le FC Séville au début des années 1990, Dasaev met un terme à sa carrière internationale de joueur.
Il a ensuite été l'entraîneur adjoint de la Russie de 2003 à 2006, puis entraîneur du Torpedo Moscou en 2007 et 2008.
En 2015, lors de la cérémonie de Golden Foot, il appose ses empreintes sur la Promenade des champions après avoir reçu son trophée dans la catégorie des Légendes,.

## Statistiques
| Saison                | Club                  | Championnat           | Championnat | Championnat | Coupe(s) nationale(s) | Coupe(s) nationale(s) | Compétition(s) continentale(s) | Compétition(s) continentale(s) | Compétition(s) continentale(s) | Union soviétique | Union soviétique | Total | Total |
| Saison                | Club                  | Division              | M.          | B.          | M.                    | B.                    | Comp.                          | M.                             | B.                             | M.               | B.               | M.    | B.    |
| 1975                  | Volgar Astrakhan      | D3                    | 1           | 0           | -                     | -                     | -                              | -                              | -                              | -                | -                | 1     | 0     |
| 1976                  | Volgar Astrakhan      | D3                    | 26          | 0           | -                     | -                     | -                              | -                              | -                              | -                | -                | 26    | 0     |
| 1977                  | Volgar Astrakhan      | D3                    | 30          | 0           | -                     | -                     | -                              | -                              | -                              | -                | -                | 30    | 0     |
| Sous-total            | Sous-total            | Sous-total            | 57          | 0           | -                     | -                     | -                              | -                              | -                              | -                | -                | 57    | 0     |
| 1978                  | Spartak Moscou        | D1                    | 23          | 0           | -                     | -                     | -                              | -                              | -                              | -                | -                | 23    | 0     |
| 1979                  | Spartak Moscou        | D1                    | 34          | 0           | 6                     | 0                     | -                              | -                              | -                              | 2                | 0                | 42    | 0     |
| 1980                  | Spartak Moscou        | D1                    | 34          | 0           | 8                     | 0                     | C1                             | 4                              | 0                              | 9                | 0                | 55    | 0     |
| 1981                  | Spartak Moscou        | D1                    | 34          | 0           | 4                     | 0                     | C1+C3                          | 2+4                            | 0                              | 6                | 0                | 50    | 0     |
| 1982                  | Spartak Moscou        | D1                    | 28          | 0           | 3                     | 0                     | C3                             | 6                              | 0                              | 10               | 0                | 47    | 0     |
| 1983                  | Spartak Moscou        | D1                    | 34          | 0           | 2                     | 0                     | C3                             | 6                              | 0                              | 9                | 0                | 51    | 0     |
| 1984                  | Spartak Moscou        | D1                    | 34          | 0           | 4                     | 0                     | C3+C3                          | 2+6                            | 0                              | 4                | 0                | 50    | 0     |
| 1985                  | Spartak Moscou        | D1                    | 34          | 0           | 2                     | 0                     | C3                             | 6                              | 0                              | 13               | 0                | 55    | 0     |
| 1986                  | Spartak Moscou        | D1                    | 24          | 0           | 3                     | 0                     | C3                             | 6                              | 0                              | 11               | 0                | 44    | 0     |
| 1987                  | Spartak Moscou        | D1                    | 29          | 0           | 6                     | 0                     | C3                             | 4                              | 0                              | 7                | 0                | 46    | 0     |
| 1988                  | Spartak Moscou        | D1                    | 27          | 0           | 5                     | 0                     | C1                             | 4                              | 0                              | 13               | 0                | 49    | 0     |
| Sous-total            | Sous-total            | Sous-total            | 335         | 0           | 43                    | 0                     | -                              | 50                             | 0                              | 84               | 0                | 512   | 0     |
| 1988-1989             | Séville FC            | D1                    | 24          | 0           | -                     | -                     | -                              | -                              | -                              | 4                | 0                | 28    | 0     |
| 1989-1990             | Séville FC            | D1                    | 35          | 0           | 4                     | 0                     | -                              | -                              | -                              | 3                | 0                | 42    | 0     |
| 1990-1991             | Séville FC            | D1                    | -           | -           | -                     | -                     | -                              | -                              | -                              | -                | -                | 0     | 0     |
| Sous-total            | Sous-total            | Sous-total            | 59          | 0           | 4                     | 0                     | -                              | -                              | -                              | 7                | 0                | 70    | 0     |
| Total sur la carrière | Total sur la carrière | Total sur la carrière | 451         | 0           | 47                    | 0                     | -                              | 50                             | 0                              | 91               | 0                | 639   | 0     |

## Palmarès

### En club
Spartak Moscou
- Champion d'Union soviétique en 1979 et en 1987.
- Vice-champion d'Union soviétique en 1981, 1983, 1984 et en 1985.
- Vainqueur de la Coupe de la fédération soviétique en 1987.
- Finaliste de la Coupe d'Union soviétique en 1981.

### Enéquipe d'URSS
- 91 sélections entre 1979 à 1990
- Médaille de bronze aux Jeux olympiques en 1980
- Participation à la Coupe du Monde en 1982 (Deuxième tour), en 1986 (1/8e de finaliste) et en 1990 (Premier tour)
- Participation au Championnat d'Europe des Nations en 1988 (Finaliste)

### Distinctions personnelles
- Élu Meilleur gardien de football de l'année en 1988
- Élu Joueur de l'année du Championnat d'URSS (distinction de l'hebdomadaire Football) en 1982
- Élu Meilleur gardien de but soviétique par le magazine Ogoniok en 1980, 1982, 1983, 1985, 1987 et en 1988
- Élu Gardien européen de l'année en 1982, 1983, 1985 et en 1988
- Nommé Légende de Golden Foot en 2015